# Uchqoʻrgʻon
Uchqoʻrgʻon (uzb. cyr. Учкўрғон; ros. Учкурган, Uczkurgan) – miasto we wschodnim Uzbekistanie, w wilajecie namangańskim, w Kotlinie Fergańskiej, nad rzeką Naryn, siedziba administracyjna tumanu Uchqoʻrgʻon. W 1989 roku liczyło ok. 24 tys. mieszkańców. Ośrodek przemysłu tłuszczowego (oleje) i włókienniczego. W pobliżu miasta znajduje się elektrownia wodna.
Miejscowość otrzymała prawa miejskie w 1969 roku.